# Чемпионат Алжира по волейболу среди женщин
Чемпионат Алжира по волейболу среди женщин — ежегодное соревнование женских волейбольных команд Алжира. Проводится с 1963 года. Проходит по системе «осень—весна» в первом национальном дивизионе.

## Формула соревнований
На предварительном этапе (сезон 2023/24) команды были разделены на две группы, в которых играли в два круга. 8 команд (по 4 из каждой группы) в финальном этапе провели однокруговой турнир, по итогам которого была определена итоговая расстановка.
В чемпионате 2023/24 в первом дивизионе участвовало 16 команд: «АС Вилая» (Беджая), «Мулудия» (Алжир), «Машааль Баладият» (Беджая), «Насерия» (Беджая), «Седдук», «Расинг Клуб» (Беджая), «Неджмет Риадхи» (Шлеф), «УСП Акбу», «Нади Риадхи Сидали» (Уэд-Смар), «Тиши», «Азазга», «Туджа», «Видад Амаль» (Беджая), «Бен Акнун», "Видад-Айн-Тая" (Тая), «Мулудия» (Беджая). Чемпионский титул выиграла «АС Вилая». 2-е место заняла «Мулудия» (Алжир), 3-е — «Машааль Баладият».

## Чемпионы
| - 1963 «Насерия Хусейн Дей» Алжир - 1964 «Насерия Хусейн Дей» Алжир - 1965 «Насерия Хусейн Дей» Алжир - 1966 «Насерия Хусейн Дей» Алжир - 1967 «Насерия Хусейн Дей» Алжир - 1968 «Насерия Хусейн Дей» Алжир - 1969 «Насерия Хусейн Дей» Алжир - 1970 «Насерия Хусейн Дей» Алжир - 1971 «Насерия Хусейн Дей» Алжир - 1972 «Блида» - 1973 «Блида» - 1974 чемпионат не проводился - 1975 чемпионат не проводился - 1976 «Эль-Джазир Риадха» Алжир - 1977 «Насерия Хусейн Дей» Алжир - 1978 «Мулудия Петрольерс» Алжир - 1979 «Мулудия Петрольерс» Алжир - 1980 «Мулудия Петрольерс» Алжир - 1981 чемпионат не проводился - 1982 НАДИТ Алжир - 1983 «Мулудия Петрольерс» Алжир - 1984 «Константина» - 1985 «Мулудия Петрольерс» Алжир - 1986 «Мулудия Петрольерс» Алжир - 1987 «Мулудия Петрольерс» Алжир - 1988 «Мулудия Петрольерс» Алжир - 1989 «Мулудия» Алжир - 1990 «Мулудия» Алжир - 1991 «Вилая Беджая» Беджая - 1992 «Мулудия» Алжир - 1993 «Мулудия» Алжир | - 1994 «Вилая Беджая» Беджая - 1995 «Вилая Беджая» Беджая - 1996 «Вилая Беджая» Беджая - 1997 «Мулудия» Алжир - 1998 «Мулудия» Алжир - 1999 «Вилая Беджая» Беджая - 2000 «Мулудия» Алжир - 2001 «Мулудия» Алжир - 2002 «Мулудия» Алжир - 2003 «Мулудия» Алжир - 2004 «Насерия» Беджая - 2005 «Насерия» Беджая - 2006 «Галия» Шлеф - 2007 «Мулудия» Алжир - 2008 «Мулудия» Алжир - 2009 «ГС Петрольерс» Алжир - 2010 «ГС Петрольерс» Алжир - 2011 «ГС Петрольерс» Алжир - 2012 «Машааль Баладият» Беджая - 2013 «ГС Петрольерс» Алжир - 2014 «ГС Петрольерс» Алжир - 2015 «ГС Петрольерс» Алжир - 2016 «Вилая Беджая» Беджая - 2017 «ГС Петрольерс» Алжир - 2018 «ГС Петрольерс» Алжир - 2019 «ГС Петрольерс» Алжир - 2020 чемпионат не завершён, итоги не подведены - 2021 «Мулудия» Алжир - 2022 - 2023 «Машааль Баладият» Беджая - 2024 «АС Вилая» Беджая |